# 遠藤美佐子
遠藤 美佐子 （えんどう みさこ、1972年8月17日 - ）は、日本の元CMタレント。埼玉県出身。身長163cm。血液型はO型。エクスィードアルファ・インターナショナル（既に解散）に所属していた。

## 略歴
- オーディションに合格してデビュー。メントスのCMでテレビ初出演[1]。
- 美人ではあるがどことなく愛嬌のある顔だちで、1980年代後半から1990年代前半にかけてCMに多数出演。CMアイドルのはしりとも言える存在。女優・グラビア活動もしているが、CM以上の存在感は示せなかった。
- 1993年度フジテレビビジュアルクイーンの一員に選ばれた。
- 姉が居る[1]。
- 現在は引退している。
- 2023年12月に映像コンテンツ権利処理機構に登録された[3]

## 出演

### CM
- メントス（1988年）[1][2]
- カルピス食品工業「フルーツ合衆国」（1989年）[2]
- 日立グループ[2]
- メジャーランドアピア[2]
- NTTタウンページ[2]
- 東横のれん街[2]
- ダンキンドーナツ（1989年）
- ソニー「ハンディカム オートミニ」（1991年） 修学旅行編
- 花王「エッセンシャル」（1991年）
- 神戸市「アーバンリゾートフェア神戸'93」（1993年）

### テレビドラマ
- 花のあすか組!（1988年、フジテレビ） - チカコ[1]
  - 第1話「少女戦国に嵐吹く!」
  - 第13話「時をかけるアスカ」
- 密会の宿 第4作「謎の美少女と白い帽子の女 置き忘れた免許証が…」（1988年、テレビ朝日）
- 春日局（1989年、NHK）[1]
- テニス少女夢伝説!愛と響子（1990年、フジテレビ）
- 社長になった若大将（1992年、TBS） - 川原ひとみ 役
- 夏子の酒（1994年、フジテレビ）

### 映画
- 童貞物語4（1989年）
- パンツの穴5 キラキラ星みつけた（1990年）
- 東京上空いらっしゃいませ（1990年）

## ビデオ
- 15秒のシンデレラ-CMの美少女たち-（1990年、大陸書房）
- METAMORPHOSE 遠藤美佐子（1993年、ポニーキャニオン）